# Hislopia natans
Hislopia natans är en mossdjursart som beskrevs av Charles Thorold Wood 2006. Hislopia natans ingår i släktet Hislopia och familjen Hislopiidae. Inga underarter finns listade i Catalogue of Life.